# کایل آبراهام
کایل آبراهام (انگلیسی: Kyle Abraham; ۱۴ اوت ۱۹۷۷ – ) طراح رقص، و رقصنده اهل ایالات متحده آمریکا بود.
وی همچنین برندهٔ جوایزی همچون بورسیه مک‌آرتور شده‌است.